# مشکل میمون و موز

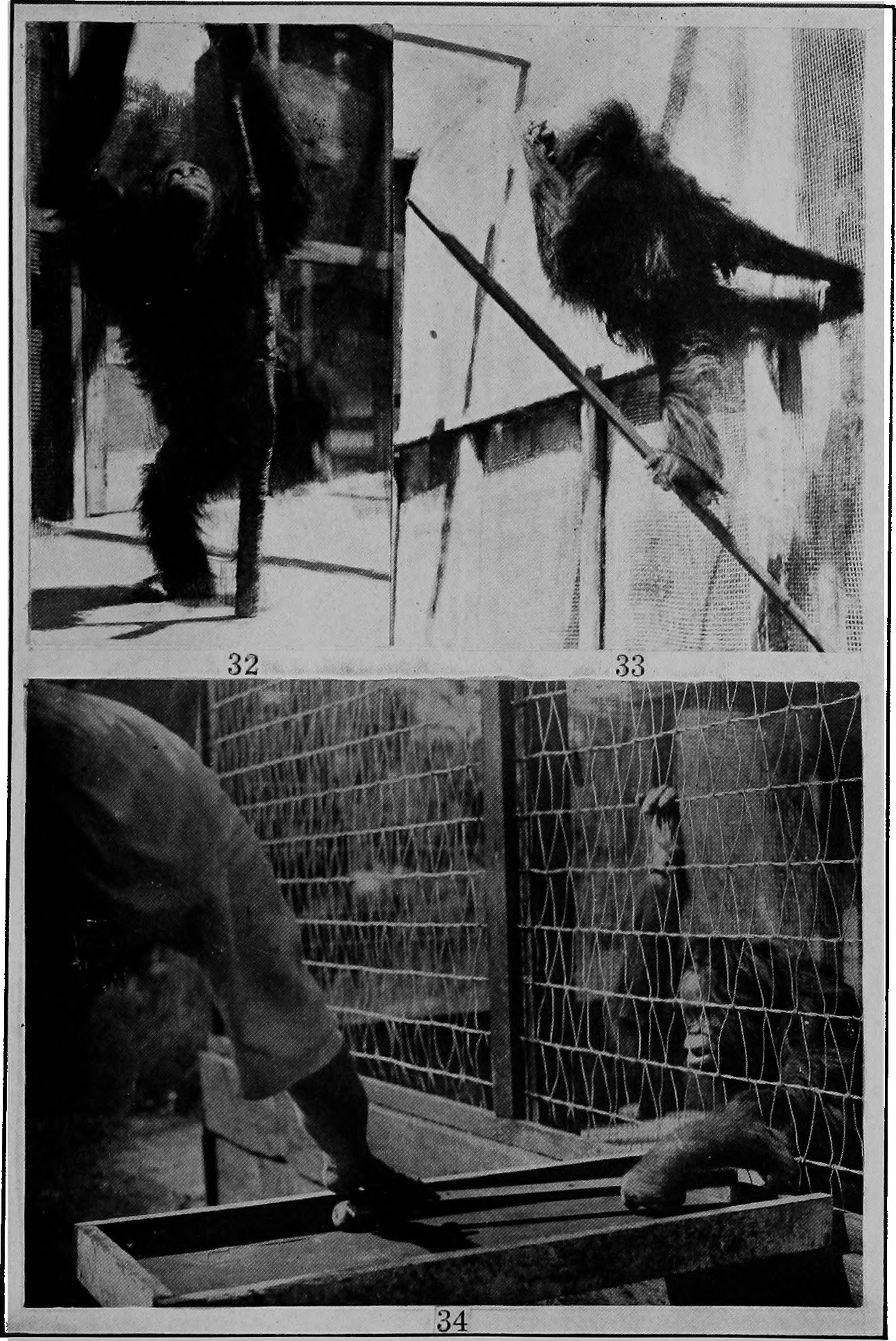
"شکل ۳۲. ژولیوس موز را به وسیله بالارفتن از میله و آویزان شدن از آن به دست می‌آورد. شکل ۳۳. - استفاده از میله برای آویزان شدن به سمت بیرون برای به دست آوردن موز. شکل ۳۴. استفاده از چوب برای کشیدن هویج به موقعیت قابل دسترس. از زندگی ذهنی میمون‌ها و بوزینه ها؛ یک مطالعه رفتاری-فکری، توسط رابرت میرن یرکس، ۱۹۱۶

مشکل میمون و موز یک مسئله بازی معروف در زمینه هوش مصنوعی به ویژه در برنامه‌نویسی منطقی و برنامه‌ریزی خودکار است.

## فرمول بندی مسئله
یک میمون در یک اتاق است. دسته‌ای موز از سقف و دور از دسترس میمون آویزان است. در اتاق یک صندلی و یک چوب وجود دارد. ارتفاع سقف دقیقاً به اندازه‌ای است که اگر میمونی روی صندلی بایستد، می‌تواند موزها را با چوب به زمین بکشد. میمون می‌داند چگونه در اطراف حرکت کند، اجسام را حمل کند، دستش را به موز برساند و چوبی را در هوا تکان دهد. بهترین توالی اعمال برای میمون چیست؟

## هدف مسئله
مشکل به دنبال پاسخ به این سؤال است که آیا میمون‌ها باهوش هستند یا خیر. هم انسان‌ها و هم میمون‌ها این توانایی را دارند که از نقشه‌های ذهنی برای به خاطر سپردن چیزهایی مانند موقعیت سرپناه‌ها یا نحوه اجتناب از خطر استفاده کنند. آنها همچنین می‌توانند به خاطر بیاورند که برای به دست آوردن غذا و آب به کجا بروند و همچنین چگونه با یکدیگر ارتباط برقرار کنند. میمون‌ها نه‌تنها توانایی شکار و جمع‌آوری غذا را دارند، بلکه می‌توانند چیزهای جدید را نیز بیاموزند مانند آنچه در مسئله میمون و موز شاهد هستیم. علیرغم اینکه ممکن است یک میمون در گذشته هرگز در موقعیت مشابهی قرار نگرفته باشد، با همان ابزارهای موجود می‌تواند به این نتیجه برسد که باید یک نردبان بسازد، آن را زیر موز قرار دهد و برای رسیدن به آنها بالا برود.
موضوع بحث این است که چقدر می‌توان چنین توانایی‌هایی را به غریزه یا یادگیری نسبت داد.
در سال ۱۹۸۴، یک کبوتر با توانایی حل مسئله مشاهده شد.

## راه حل‌های نرم‌افزاری
این مشکل به عنوان یک مسئله بازی برای علوم کامپیوتر استفاده می‌شود و با یک سامانه خبره مانند CLIPS قابل حل است. مجموعه نمونه‌ای از قوانینی که CLIPS ارائه می‌کند شکننده هستند؛ زیرا حتی تغییراتی ساده در قوانین -که برای یک انسان عادی منطقی به نظر می‌رسند- نیز ممکن است مانع این شود که میمون به موز برسد.
نمونه‌هایی از سیستم‌های مبتنی بر قوانین (Rules Based System) در زبان برنامه‌نویسی پایتون پیاده‌سازی شده‌اند.